# ريان وايتنغ
ريان وايتنغ (بالإنجليزية: Ryan Whiting)‏ هو منافس ألعاب قوى أمريكي، ولد في 24 نوفمبر 1986 في هاريسبرج في الولايات المتحدة.

## وصلات خارجية
- ريان وايتنغ على موقع الاتحاد الدولي لألعاب القوى (الإنجليزية)
- ريان وايتنغ على موقع الاتحاد الأمريكي لسباقات المضمار والميدان (الإنجليزية)
- ريان وايتنغ على موقع الاتحاد الأمريكي لسباقات المضمار والميدان (الإنجليزية)
- ريان وايتنغ على موقع الدوري الماسي (الإنجليزية)
- ريان وايتنغ على موقع TFRRS.org (الإنجليزية)
- ريان وايتنغ على موقع أوليمبيديا (الإنجليزية)
- ريان وايتنغ على موقع اللجنة الأولمبية والبارالمبية الأمريكية (الإنجليزية)